# Édifice de l'Est
L'Édifice de l'Est (en anglais : East Block), officiellement Édifice administratif de l'est (en anglais : Eastern Departmental Building), est un bâtiment classé situé sur la Colline du Parlement à Ottawa, au Canada.
L'Édifice de l'Est a été désigné lieu historique national du Canada le 16 janvier 1987.

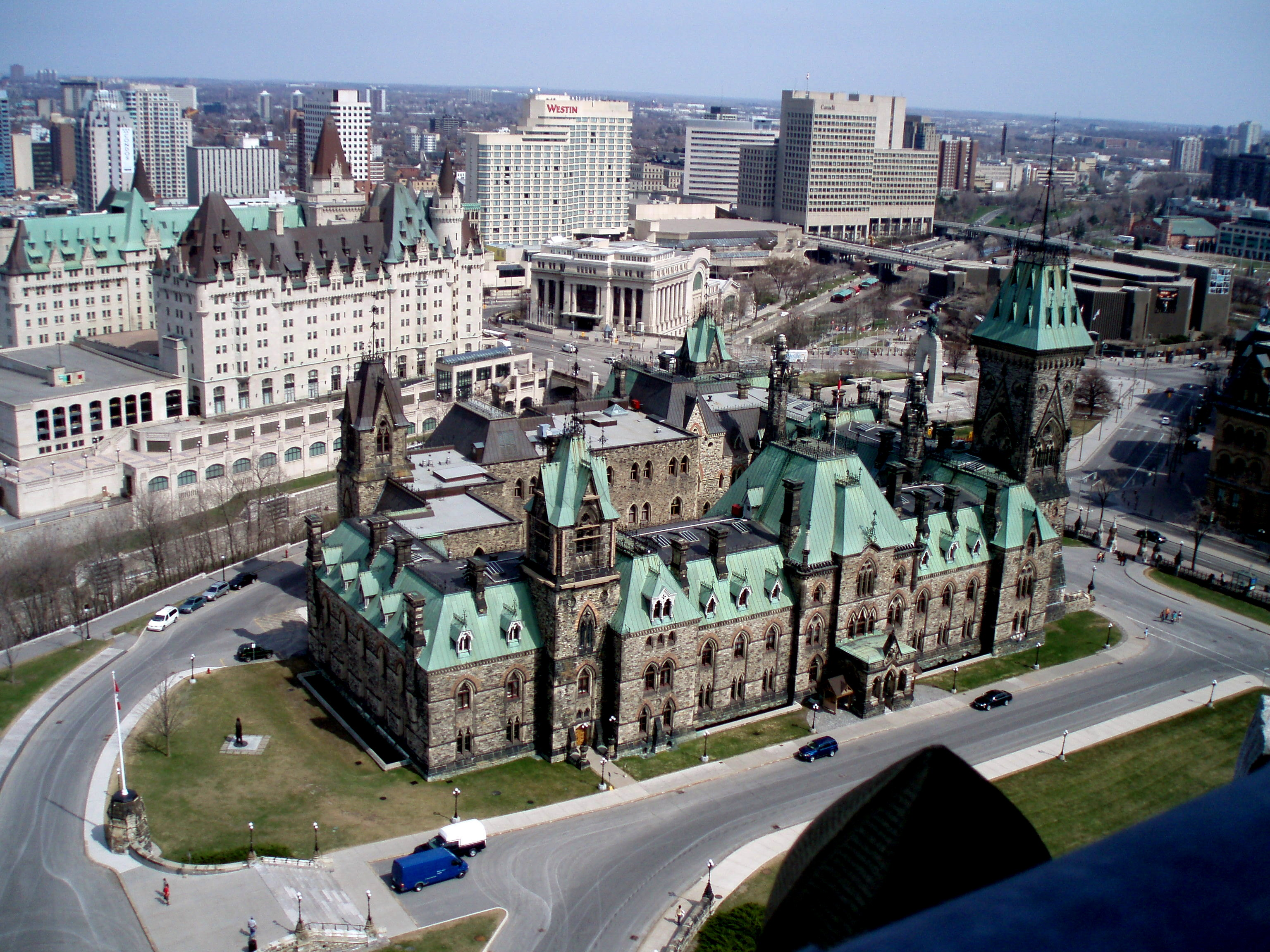
Vue de l'Édifice de l'Est depuis la Tour de la Paix.